# Nazionale femminile di pallavolo delle Seychelles
La nazionale femminile di pallavolo delle Seychelles è una squadra africana composta dalle migliori giocatrici di pallavolo delle Seychelles ed è posta sotto l'egida della Federazione pallavolistica delle Seychelles.

## Risultati

### Competizioni CAVB
| 1976 | non qualificata | -            |
| 1985 | non qualificata | -            |
| 1987 | non qualificata | -            |
| 1991 | non qualificata | -            |
| 1993 | non qualificata | -            |
| 1995 | non qualificata | -            |
| 1997 | non qualificata | -            |
| 1999 | non qualificata | -            |
| 2001 | 1º posto        | Convocazioni |
| 2003 | 6º posto        | Convocazioni |
| 2005 | non qualificata | -            |
| 2007 | non qualificata | -            |
| 2009 | non qualificata | -            |
| 2011 | non qualificata | -            |
| 2013 | non qualificata | -            |
| 2015 | non qualificata | -            |
| 2017 | non qualificata | -            |
| 2019 | non qualificata | -            |
| 2021 | non qualificata | -            |
| 2023 | non qualificata | -            |

### Competizioni zonali
| 1978 | ?        | -            |
| 1987 | ?        | -            |
| 1991 | ?        | -            |
| 1995 | ?        | -            |
| 1999 | 5º posto | Convocazioni |
| 2003 | 6º posto | Convocazioni |
| 2007 | 4º posto | Convocazioni |
| 2011 | 7º posto | Convocazioni |
| 2015 | 4º posto | Convocazioni |
| 2019 | 6º posto | Convocazioni |
| 2024 | 9º posto | Convocazioni |

| 1979 | ?        | -            |
| 1985 | ?        | -            |
| 1990 | ?        | -            |
| 1993 | ?        | -            |
| 1998 | ?        | -            |
| 2003 | 1º posto | Convocazioni |
| 2007 | 2º posto | Convocazioni |
| 2011 | 1º posto | Convocazioni |